# Götiska Teatern

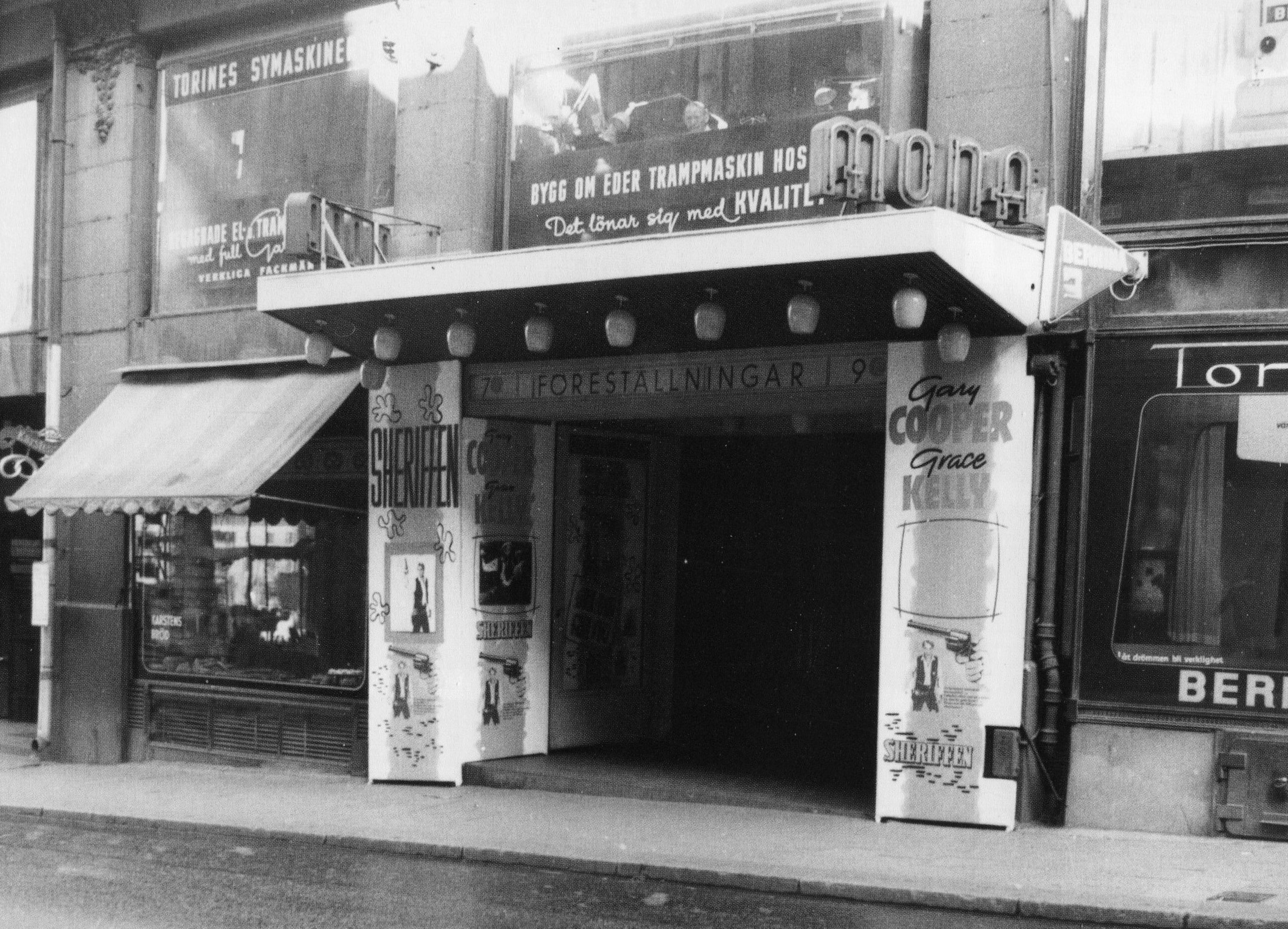
Mona 1952, man ger Sheriffen med Gary Cooper och Grace Kelly.

Götiska Teatern var en biograf vid Götgatan 11–13 på Södermalm i Stockholm. Biografen öppnade 1910 och stängde som Mona 1970.

## Historik

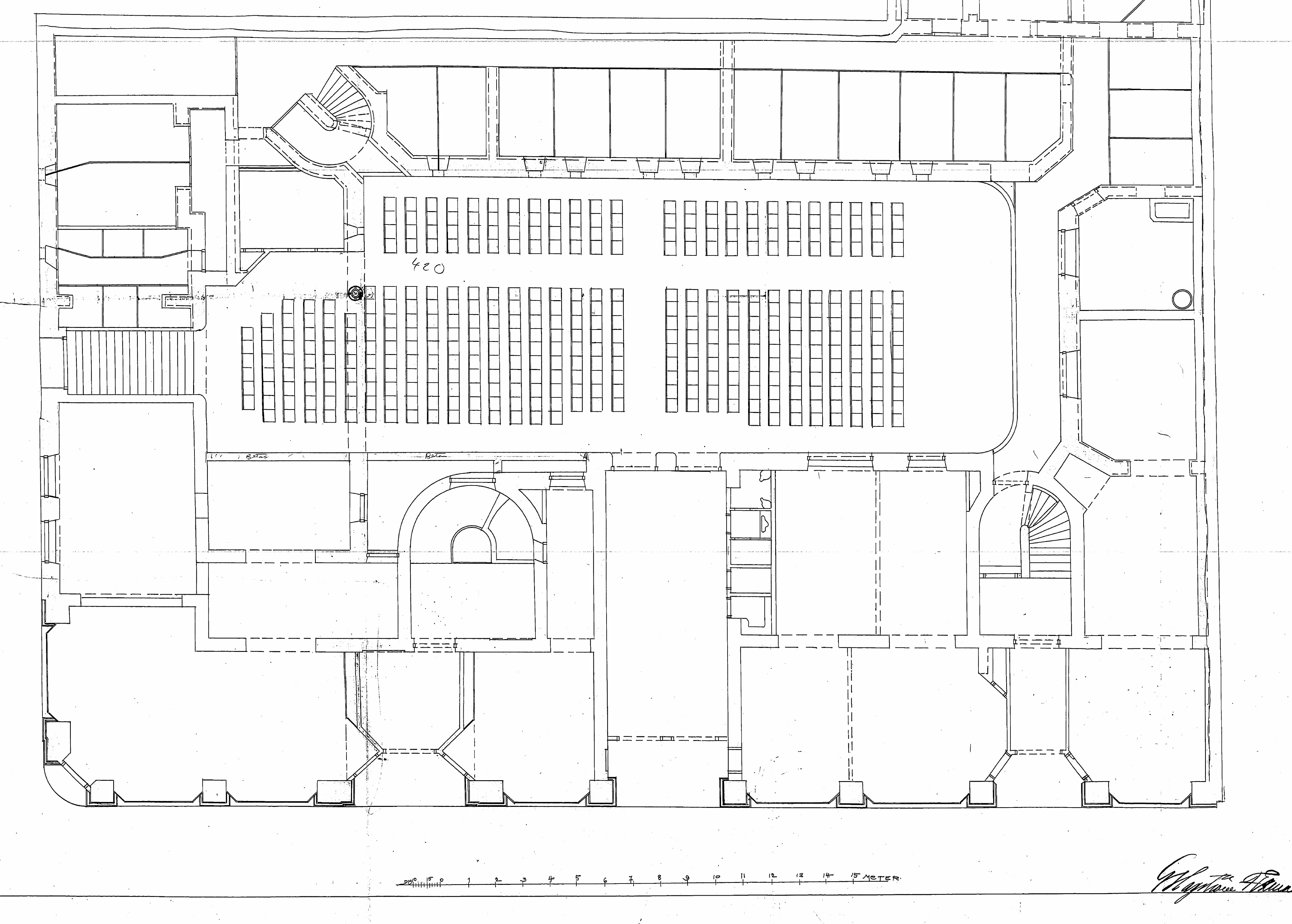
Planritning med salongen, 1911.

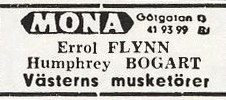
Bioannons den 20 november 1948.

Götiska Teatern kom till under en tid då antalet biografer i Stockholm ökade lavinartad. 1910 hade Stockholm 26 biosalonger och två år senare hade antalet mer än fördubblats. Götiska Biograf-teatern inrättades i en nybyggd hörnfastighet  i kvarteret Urvädersklippan Större i hörnet med Urvädersgränd. Den drevs av biografkungen Nils Petter Nilsson (även kallad "Häst-Nisse"). Byggnaden ritades i jugendinspirerad stil av arkitektfirman Hagström & Ekman och stod färdig i januari 1910. Fastigheten är grönklassad av Stockholms stadsmuseum, vilket betyder att bebyggelsen är särskilt värdefull från historisk, kulturhistorisk, miljömässig eller konstnärlig synpunkt. 
Entrén var från Götgatan ungefär mitt på huset. Via en kort gång nådde man utan trappor fram till salongen. Biografsalongen fick en långsmal form med sittplatser för 333 besökare. Vid södra väggen fanns en mindre scen, eftersom filmvisningar var tänkta att kunna varvas med teater- och kabaréföreställningar. Salongens tak var välvt och smyckat av venetianskt inspirerat jugendmåleri. Den 26 december 1922 premiärvisades stumfilmen Luffar-Petter på Götiska Teatern. Det var samtidigt Greta Garbos långfilmsdebut. Även Gösta Ekman den äldre och Sigurd Wallén gjorde filmdebut här. I september 1923, efter flera ägarbyten, ändrades biografens namn till Mona som moderniserades till ljudfilmsbiograf 1935 samtidigt uppsattes en klumpig baldakin över entrén. 
I oktober 1966 övertogs Mona av Svensk Filmindustri som lade ner verksamheten 1970. Den sista filmen visades den 18 maj samma år; Sierra Torrida med Clint Eastwood och Shirley MacLaine i huvudrollerna. Därefter användes lokalerna av en frikyrklig förening, av sportbaren O'Learys och andra restauranger och kaffebarer. År 2017 var huvudingången låst och oanvänd.

## Bilder då och nu

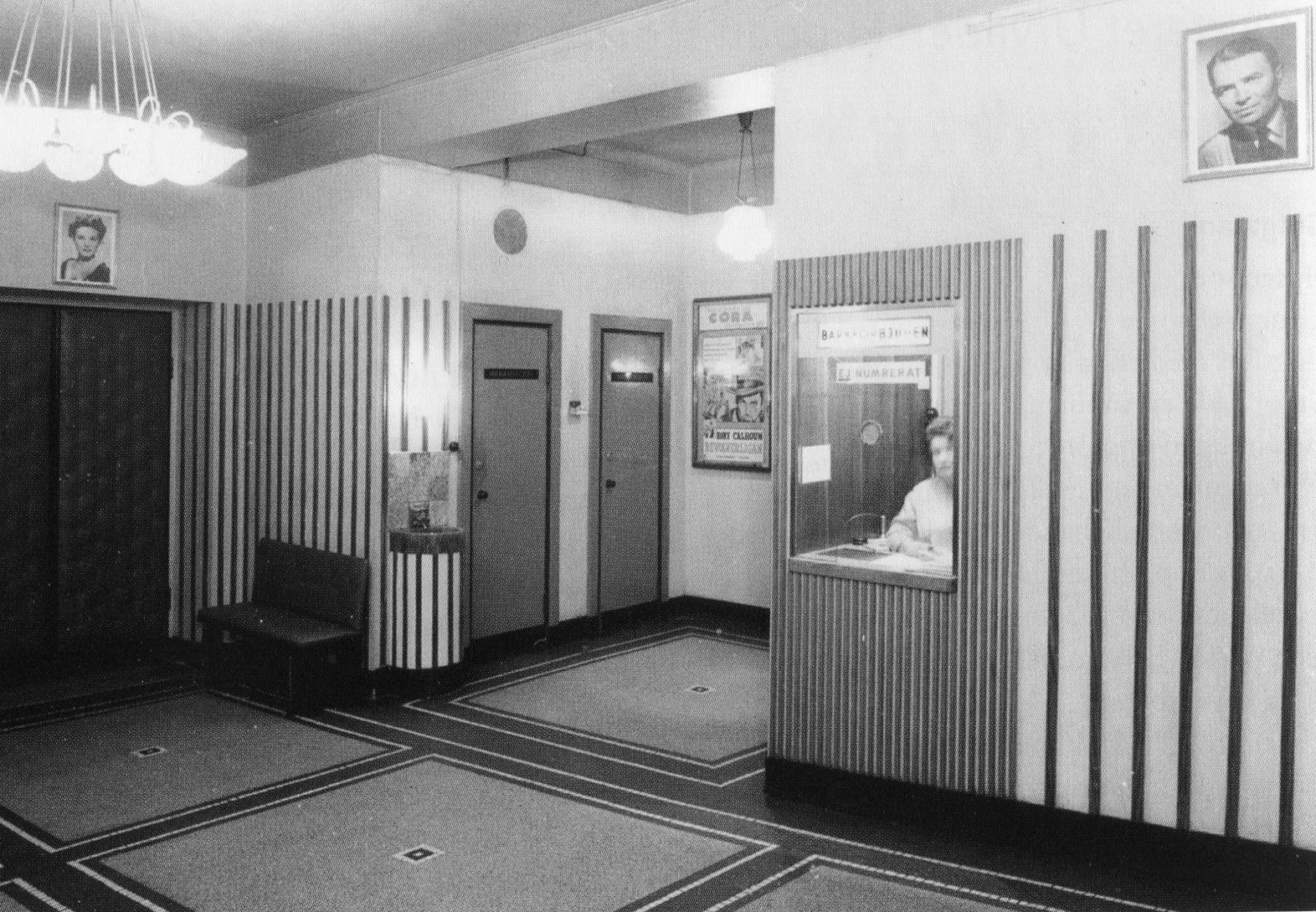
Foajén och biljettkiosken.
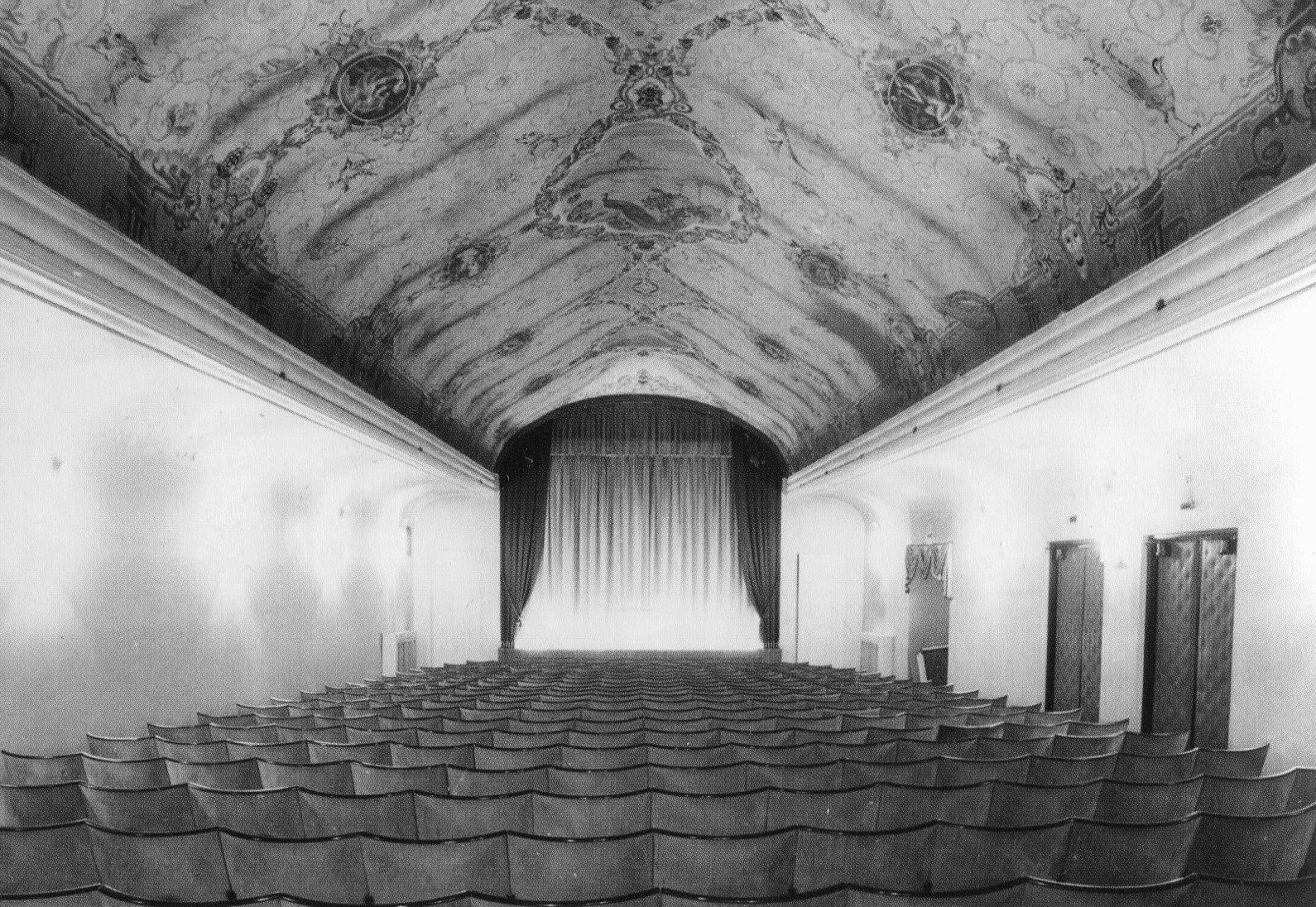
Biografsalongen.
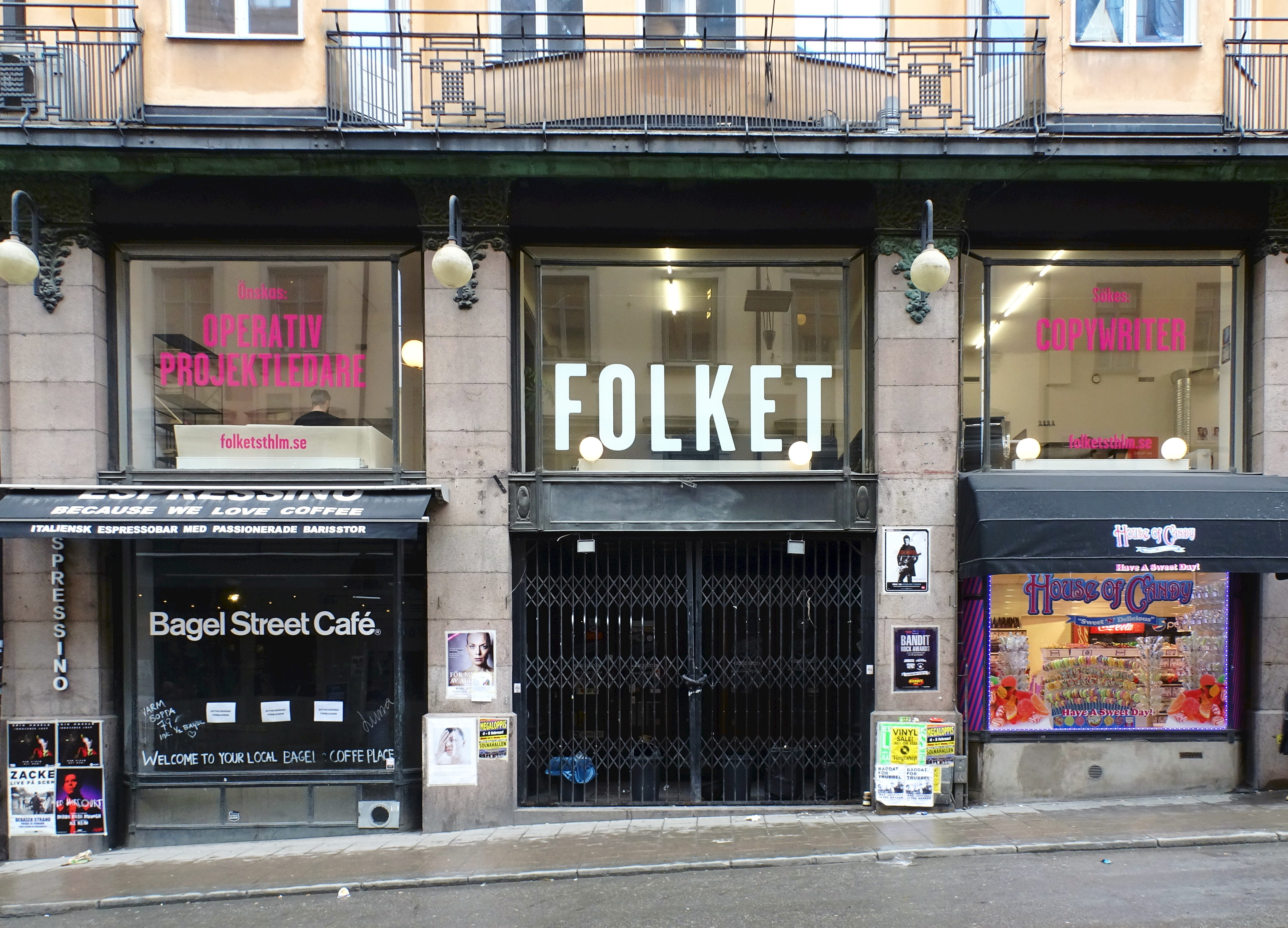
Gamla entrén till Götiska teatern.
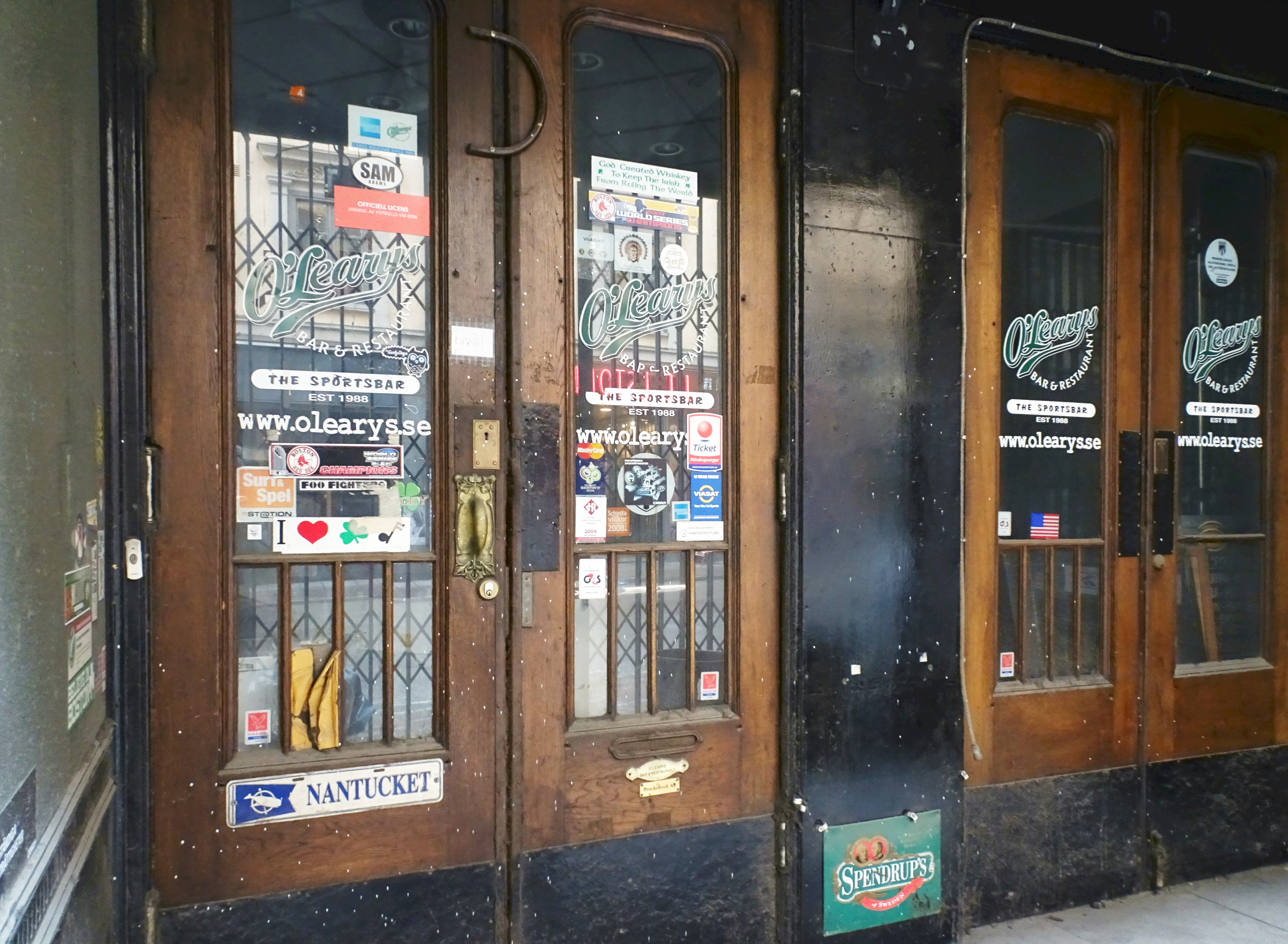
Entrédörrarna i februari 2017.